# Alexa Rodrian

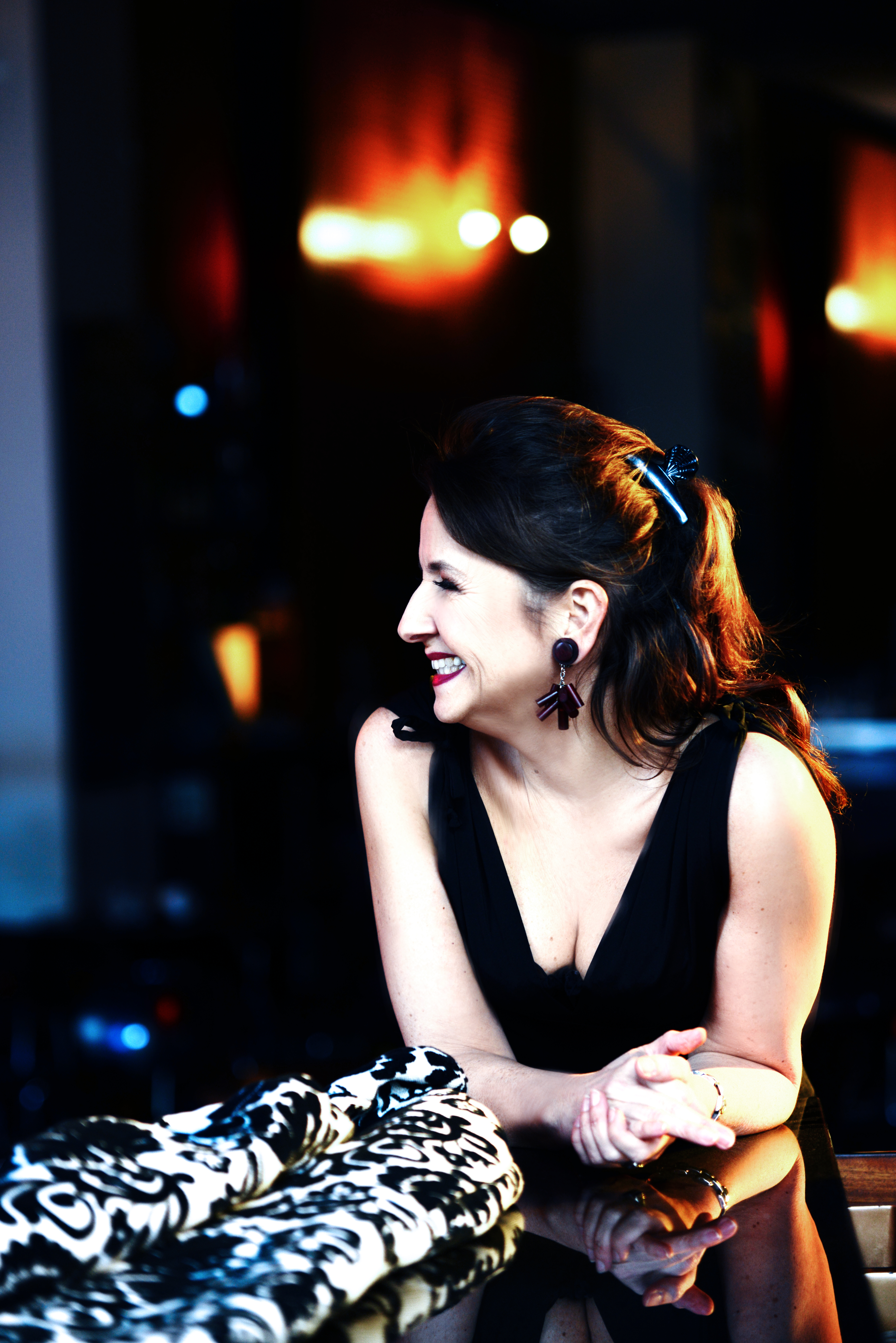
Alexa Rodrian (2015)

Alexa Rodrian (* 1966 in München) ist eine deutsche Songwriterin, Komponistin und Jazzsängerin.

## Leben
Alexa Rodrian wuchs in einem kunst-, film- und musikaffinen Umfeld auf. Jazz spielte dabei eine große Rolle. Während ihrer Schulzeit am Willy-Graf-Gymnasium München fing sie an, öffentlich zu singen. Zunächst sang sie Rock und Pop und wurde bei Bellaphon Records für eine Deutsch-Rock-Produktion unter Vertrag genommen. Danach wandte sie sich wieder dem Jazz zu, arbeitete in der Folge mit den Coaches Naomi Isaacs und Jenny Evans und belegte Workshops mit Marc Murphy. Ihren ersten Jazztheorie-Unterricht bekam sie von Larry Porter.
Nach dem Abitur sang Rodrian in Nachtclubs und auf Hochzeiten, um sich ihre ersten Studien in Jura, später dann Romanistik und Musikwissenschaften an der Ludwig-Maximilians-Universität in München zu finanzieren. Ihren ersten großen Liveauftritt hatte sie mit Michael Alf am Piano in Konstantin Weckers Café Giesing. Vom Münchner Jazz- und Blues-Label United Sounds/Peter Schneider wurde sie unter Vertrag genommen und nahm mit Michael Alf, Tony Lakatos und Paulo Cardoso ihre erste Jazz-CD „Living Jazz in a Room“ auf.
1992 zog sie zu ihrem Onkel, dem Galeristen Heiner Friedrich und dessen Familie nach New York, um an der New School for Jazz and Contemporary Music unter der Leitung von Arnie Lawrence und Reggie Workman Musik und Jazz zu studieren.
Als Protegee von Sheila Jordan, Buster Williams, Jackie Paris und Anne Marie Moss absolvierte Alexa Rodrian eine dreijährige Basisausbildung im Jazz und wechselte nach Abschluss mit einem BFA auf die Manhattan School of Music, wo sie unter anderem gemeinsam mit Jane Monheit ihre letzten beiden Jahre absolvierte, um dann mit einem Master of Music abzuschließen.
Während ihrer Studienjahre spielte sie zusammen mit ihrem Partner Jens Fischer aka. Fischer und späterem Ehemann Jens Fischer Rodrian mit ihren eigenen Songs und Kompositionen in New Yorker Clubs.
Seit Ende 1999 lebt Rodrian wieder in Deutschland, zunächst in München, wo sie mit ihrer eigenen Band mit dem Gitarristen Fischer und dem Bassisten Tom Peschel im Downhill Studio ihr zweites Album „Blue Blood“ aufnahm und ein Jazzduo mit dem Bassisten Sven Faller spielte. Mit ihrer Band und ihrem Duo trat sie regelmäßig in den Jazz-Clubs und Kulturhäusern Unterfahrt, der Seidlvilla, dem Bayerischen Hof in München und im Kulturzentrum Leerer Beutel in Regensburg auf.
2002 bekam sie zwei Jahre nach der Geburt ihrer ersten Tochter einen Lehrauftrag an der Bayerischen Theater Akademie August Everding und lehrte privat Gesang. Zur selben Zeit nahm sie auch im Duett mit ihrem alten Mentor Konstantin Wecker das Lied „Girasoli“ auf, welches auf seiner CD „Vaterland“ erschien.
2004 wurde ihr Mann Jens Fischer Rodrian musikalischer Direktor der Blue Man Group und sie zogen gemeinsam nach Berlin. Dort gründeten sie die Shared Night im B-Flat, die bis heute regelmäßig stattfindet und bei der jedes Mal andere Gastmusiker wie Max Prosa, Tim Neuhaus oder das Trio Elf auftreten.
Nach der Geburt ihrer zweiten Tochter 2007 erschien ihr drittes Album „All done and dusted“ auf NRW Records. Gleichzeitig bekam sie einen Lehrauftrag für Jazz und Populargesang an der Universität der Künste in Berlin, zusätzlich wurde sie CMT/Certified Master Teacher der Estill-Voice-Training-Methode der amerikanischen Gesangslehrerin und Stimmwissenschaftlerin Jo Estill.
2013 verließ sie NRW Records und wurde von Enja Records/Yellowbird unter Vertrag genommen. Dort brachte sie die Alben „Mothersday“ und 2015 „Mother Unplugged“ heraus.
Im Jahr 2015 sang sie die Musik für das Welthungerhilfe-Benefiz-Hörbuch „Mein Mali“ von Miriam Knickriem, gelesen von Katja Riemann, Sebastian Blomberg, Barbara Auer, ihren Töchtern Lou & Coco Rodrian und Max Tijardovic, ein.
Alexa Rodrian spielt regelmäßig in Jazzclubs und Auftrittsorten wie dem Zig Zag Jazz Club, dem B-Flat und dem Grünen Salon an der Volksbühne in Berlin und dem Die Milla sowie der Unterfahrt in München und weiteren Clubs in Deutschland, Österreich der Schweiz sowie auch in den USA.

## Gesellschaftliches Engagement
Nimmt mit ihrem Mann an „Corona-Protesten“ teil, und auch an den sogenannten „Friedensdemos“. So trat sie z. B. auf der „Friedensdemo“ am 1. September in München auf. In einem Interview beim verschwörungsideologischen Desinformationsportal „Transition News“, geführt von einem Autoren der „NachDenkSeiten“, führt Rodrian nicht nur aus, dass Israel die gesamte Region besetzt halte, sondern ferner, dass das Massaker vom 7. Oktober 2023 „eine unvermeidbare Folge dieser andauernden Menschenrechtsverletzungen“ sei. Die unschuldigen Opfer lägen in der Verantwortung aller israelischen Regierungen seit 1948.
Auch schreibt sie kritische Artikel für das Ken Jebsen Portal „Apolut“.

## Diskografie

### Soloalben
- 1991: Living Jazz in the Room (United Sounds)
- 1997: Lala (Influx Production New York)
- 1999: Blue Blood (Freibad Records)
- 2009: All Done and Dusted (NRW Records)
- 2013: Mothersday (Enja Records)
- 2015: Mother Unplugged (Enja Records)
- 2020: One Hour to Midnight (Enja Records)

### Mit anderen Künstlern
- 2001: „Girasoli“ Duett mit Konstantin Wecker auf dem Album „Vaterland“ (BMG)
- 2009: „Stay Tuned“ von Trondheim (NRW Records)
- 2012: „Wut und Zärtlichkeit“ von Konstantin Wecker (Sturm und Klang)
- 2015: „Mein Mali“ von Mirjam Knickriem (Hörbuch) mit Katja Riemann, Barbara Auer, Sebastian Blomberg u.w. (Lametta Records)
- 2016: „Ohne Warum – live“ von Konstantin Wecker (Sturm und Klang)